# .375 Holland & Holland Magnum
El .375 Holland & Holland Magnum (abreviado .375 H&H Mag) es un cartucho de rifle de fuego central de calibre mediano. Fue introducido al mercado en 1912 por la armería londinense Holland & Holland.  El .375 H&H cuenta con un cinturón en la base del casquillo diseñado para controlar la distancia a la que se aloja el proyectil en la recámara, ya que el ángulo poco pronunciado del hombro del casquillo impediría que sea aprovechado para controlar este espacio y a partir de este diseño de casquillo se han desarrollado muchos otros cartuchos conocidos como los "belted magnum".  El .375 H&H Mag fue concebido para ser cargado con cordita, que en parte determinó el diseño del casquillo y la poca pronunciación del ángulo del hombro de este, haciéndolo actualmente uno de los cartuchos más suaves para ser alimentados en la recámara de un arma de fuego.
Debido a su performance, que le proporciona una combinación entre trayectoria plana y energía, el .375 Holland & Holland Magnum es considerado el cartucho más versátil para la caza de todo tipo de fauna, desde especies de caza mayor de tamaño pequeño hasta los cinco grandes.
Cargado con proyectiles cuyos pesos varían entre los 270 granos (17 g) y los 350 granos (23 g),  tiene la energía suficiente para abatir tanto animales pequeños como animales grandes y peligrosos de piel gruesa, siendo el peso más común usado el de 300 granos (19 g). 
Si bien; en algunos países del África, cartuchos de diámetro de proyectil de .375 son incluidos como el calibre mínimo legal para cazar animales grandes de piel gruesa. La mayoría de cazadores profesionales en el África consideran al .375 H&H como el calibre más adecuado y más versátil para todo tipo de presas porque permite a sus clientes realizar tiros precisos manejando relativamente bien el retroceso del arma si se lo compara con calibres mayores. De la misma manera, los guías de caza en Alaska han expresado también su preferencia para la caza en zonas de oso pardo y oso polar.
Una característica destacada del .375 H&H Magnum, a diferencia de otros calibres, es que mantienen el mismo punto de impacto a diferentes distancias comunes para situaciones de caza, independientemente al peso de proyectil que se esté usando, simplificando al cazador la elección de proyectiles en base a al especie que se esté cazando, contribuyendo más con la popularidad del cartucho entre cazadores profesionales y guías de caza.

## Historia y orígenes
El .375 H&H Magnum nace de la competencia entre fabricantes británicos por desarrollar cartuchos nuevos para ser cargados con las entonces nuevas pólvoras de combustión lenta. La aparición del  9.5×57mm Mannlicher Schönauer influenció significativamente en los fabricantes ingleses y fue rápidamente adoptado por Westley Richards y Eley como el .375 Rimless Nitro Express 2.25". En un esfuerzo para competir, Holland & Holland introdujo el .400/375 Belted Nitro Express 
El .400/375 H&H (conocido también como el .375 Velopex) es muchas  veces mencionado como el primer cartucho fabricado que presenta un cinturón. La adición de un cinturón a un diseño de cartucho sin anillo proporcionó la ventaja de dejar el espacio correcto entre el proyectil y la garganta del cañón que antes solo era posible con los casquillos anillados usados en rifles con sistema de bisagra, y una alimentación suave en rifles de cerrojo.

## Performance
Con las pólvoras modernas el. 375 H&H puede reproducir la trayectoria de un .308 Winchester, con velocidades de salida de hasta 2,8 metros por segundo de un proyectil de 260 granos con un coeficiente balístico de 0.473. Si bien los proyectiles más ligeros que se usan son de 250 granos, los pesos más usados son de 275 y 300 granos, este último generando una energía de 4,200 libras/pie a una velocidad de salida de más de 2,500 pies/segundo, siendo adecuado para abatir cualquier especie de animal que camine sobre la tierra, con proyectiles de construcción adecuada. Una de las ventajas del .375 Holland & Holland Magnum es la poca variabilidad en el punto de impacto usando proyectiles de pesos distintos, lo que le da una gran versatilidad. 

## Uso deportivo

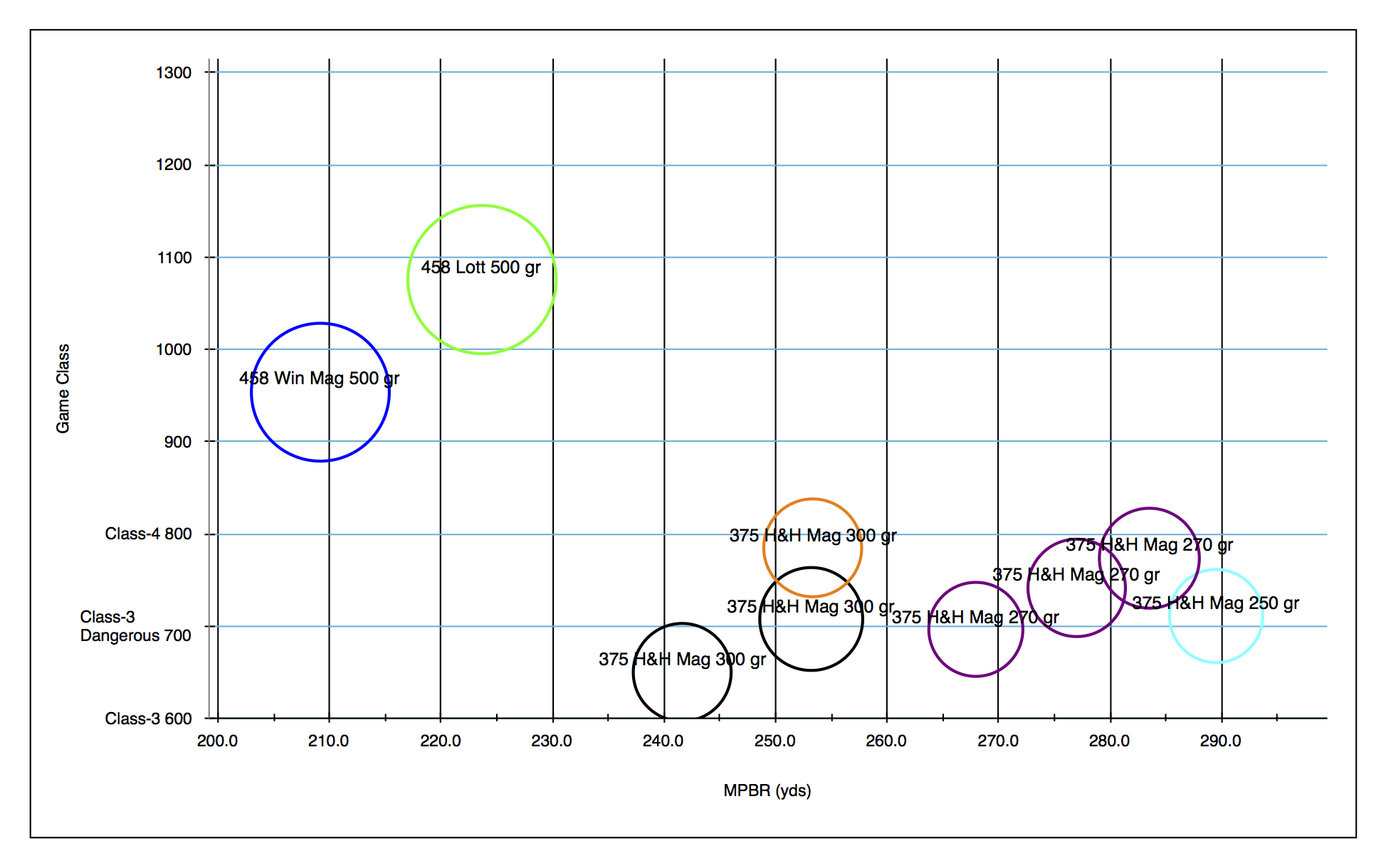
Máxima trayectoria plana de las opciones en .375 Magnum para un blanco de 6 pulgadas

El .375 H&H Magnum es uno de los cartuchos más versátiles y populares en el África. Jack O'Connor se refería al .375 H&H como la "Reina del calibre mediano". Es capaz de abatir a cualquiera de los cinco grandes de África. El cazador, John "Pondoro" Taylor, consideraba tanto al .375 H&H Magnum  que le dedicó un capítulo completo en su libro Cartuchos y Rifles africanos.
Se recomienda la munición cargada con proyectiles de 300 granos (19 g) o balas más pesadas para la caza de animales peligrosos de piel gruesa, como elefantes, rinocerontes y búfalos. Sin embargo; para los estándares actuales de caza, el .375 H&H puede ser cuestionado para la caza de los animales más grandes en determinadas situaciones, donde se aconsejaría el uso de proyectiles sólidos, mientras que para especies de piel delgada, como felinos, osos, antílopes o cérvidos, las balas de expansión controlada resultan la opción más apropiada.

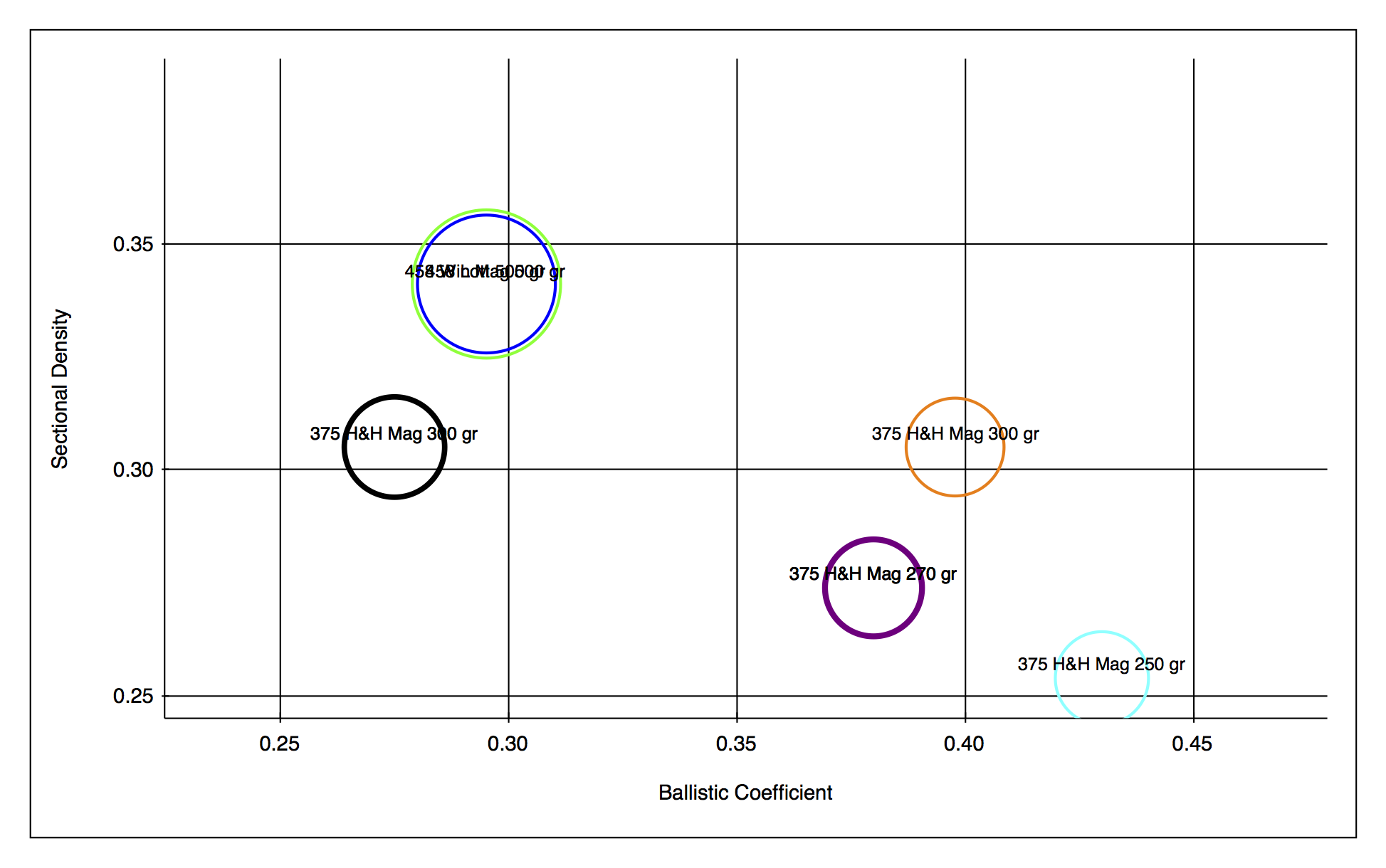
Comparación de densidad seccional y coeficiente balístico de algunos .375 Magnum

La munición con proyectiles de expansión controlada, de entre 250 y 270 granos resulta perfecta para cazar los felinos más grandes como el león, tigre y osos. otra clase peligrosa 3 juego. Si bien estos animales no requieren de un cartucho extremadamente potente (un .300 Winchester Magnum puede ser considerado un mínimo), por cuestión de regulaciones locales pueden, es posible que sea necesario usar un cartucho más grande que el .375 H&H Magnum. Esta gama de las balas también es una elección grande para más especie de juego de las llanuras en África como las subespecies de Eland y el Gran Kudu, o osos pardos, wapiti, ciervo rojo, y alces en América del Norte y Europa.

## Variantes

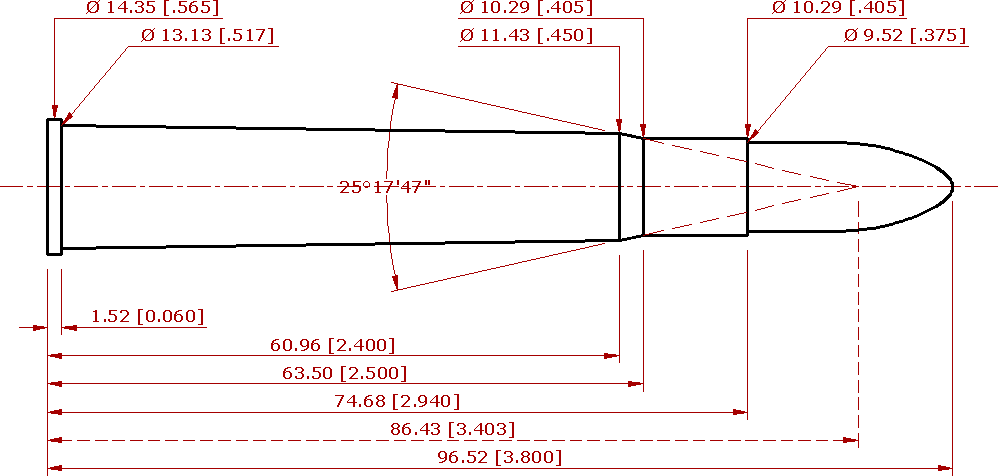
Esquema compatible con CIP del cartucho con brida .375 H&H.

Debido a su gran popularidad y a la alta carga de pólvora que permite su casquillo, el .375 H&H mag ha sido utilizado para el diseño de diferentes cartuchos magnum.

### .375 Flanged Magnum
El .375 Flanged Magnum (9.5×75mmR), conocido también como el .375 H&H Flanged Magnum, es la variante del .375 H&H, para ser usada en rifles dobles. Es exactamente igual pero cuenta con un anillo alrededor de la base del casquillo y está cargado para generar niveles de presión de 47,000 psi, más bajos que la versión de cerrojo.

### .375 H&H Ackley Improved
El .375 H&H Ackley Improved es un cartucho diseñado por P. O. Ackley, quien buscó mejorar la performance del .375 H&H Magnum, pronunciando el ángulo del hombro del casquillo en 40° para generar una velocidad de salida de 2,830 pies por segundo (860 m/s) con un proyectil de 270 granos (17g) Un .375 H&H Magnum puede ser disparado de manera segura de un rifle recamarado para .375 H&H Ackley Improved, y una vez disparado formará un casquillo .375 H&H Ackley Improved.

### .375 Weatherby Magnum
El .375 Weatherby Magnum es una evolución del casquillo del .375 H&H Mag. Diseñado por Roy Weatherbyen 1944, presenta el diseño de hombro de doble radio típico de los casquillos Weatheby, haciéndolo capaz de disparar un proyectil de .300 granos (19 g) a 2,800 pies por segundo (850 m/s). Además de permitir que el .375 H&H  Magnum pueda ser disparado de una recámara de .375 Weatherby Magnum. A diferencia del .375 H&H AckIey Improved, otro cartucho desarrollado en base al .375 H&H, el casquillo del .375 Weatherby Magnum es cargado para generar presiones más altas que su predecesor.

## Como cartucho base
El distintivo casquillo con cinturón, de este cartucho fue patentado  el 31 de marzo de 1891 por G. Roth De Austria.  El primer uso comercial de la patente se dio en 1907 para el desarrollo del .375 Holland-Schonauer, para su uso en  un rifle de cerrojo Mannliche Schonauer a ser comercializado por Holland & Holland en Inglaterra. Posteriormente, el .375 H&H utilizó un casquillo mejorado que compartió con el .275 Holland & Holland Magnum al momento de ser lanzados al mercado en conjunto en el año 1912.  Más adelante el casquillo se usó para lanzar al mercado el .300 Holland & Holland Magnum, el cual fue usado posteriormente para el diseño de una gran  variedad de cartuchos  "Magnum" por otros fabricantes de armas como Remington, Weatherby y Winchester.

### Los cartuchos magnum largos que basados en el casquillo del .375 H&H Magnum
- .244 H&H Magnum directamente del casquillo del.375 H&H Magnum

- 6.5-300 Weatherby Magnum vía el casquillo del .300 Weatherby Magnum

- 7mm Shooting Times Westerner vía el 8mm Remington Magnum

- .30 Super Una variante modificada del .300 Holland & Holland Magnum producido por Winchester

- .300 Holland & Holland Magnum directamente del casquillo del .375 H&H Magnum.

- .300 Weatherby Magnum vía el .300 Holland & Holland Magnum

- 8mm Remington Magnum directamente del .375 H&H caso

- .340 Weatherby Magnum vía el .300 H&H mag.

- 350 Griffin & Howe Magnum directamente del casquillo del .375 H&H

- 358 Shooting Times Alaskan Vía el 8mm Remington Magnum

- .375 Weatherby Magnum vía el .300 H&H Magnum

- .40 BSA Magnum .400 H&H Magnum directamente del casquillo del .375 H&H Magnum

- .416 Remington Magnum vía el 8mm Remington Magnum

- .458 Lott vía el .458 Winchester Magnum

- .470 Capstick directamente en el .375 H&H caso

### Cartuchos de longitud estándar basados en el casquillo del .375 H&H Magnum
- .257 Weatherby Magnum vía .300 Holland & Holland Magnum

- .26 BSA Magnum .264 Winchester Magnum directamente del casquillo del .375 H&H

- .270 Weatherby Magnum vía .300 Holland & Holland Magnum

- .275 H&H Magnum - desarrollado junto con el .375 Holland & Holland Magnum en 1912

- 7×61mm S&H - vía el .275 H&H Magnum

- 7mm Remington Magnum  vía el casquillo del .264 Winchester Magnum

- 7mm Weatherby Magnum vía el .300 Holland & Holland Magnum

- .300 Winchester Magnum directamente del casquillo del .375 Holland & Holland Magnum

- .308 Norma Magnum vía los casquillos Weatherby de longitud estándar

- .33 BSA Magnum .338 Winchester Magnum directamente del casquillo del .375 H&H magnum

- .358 Norma Magnum vía los casquillos Weatherby de longitud estándar

- .458 Winchester Magnum directamente del casquillo del .375 H&H Magnum

### Cartuchos de acción corta basados en el casquillo del .375 H&H Magnum
- 6.5mm Remington Magnum vía el .350 Remington Magnum

- .350 Remington Magnum vía el 7mm Remington Magnum

- .450 Marlin - vía el .458 Winchester Magnum